# Сухой фонтан

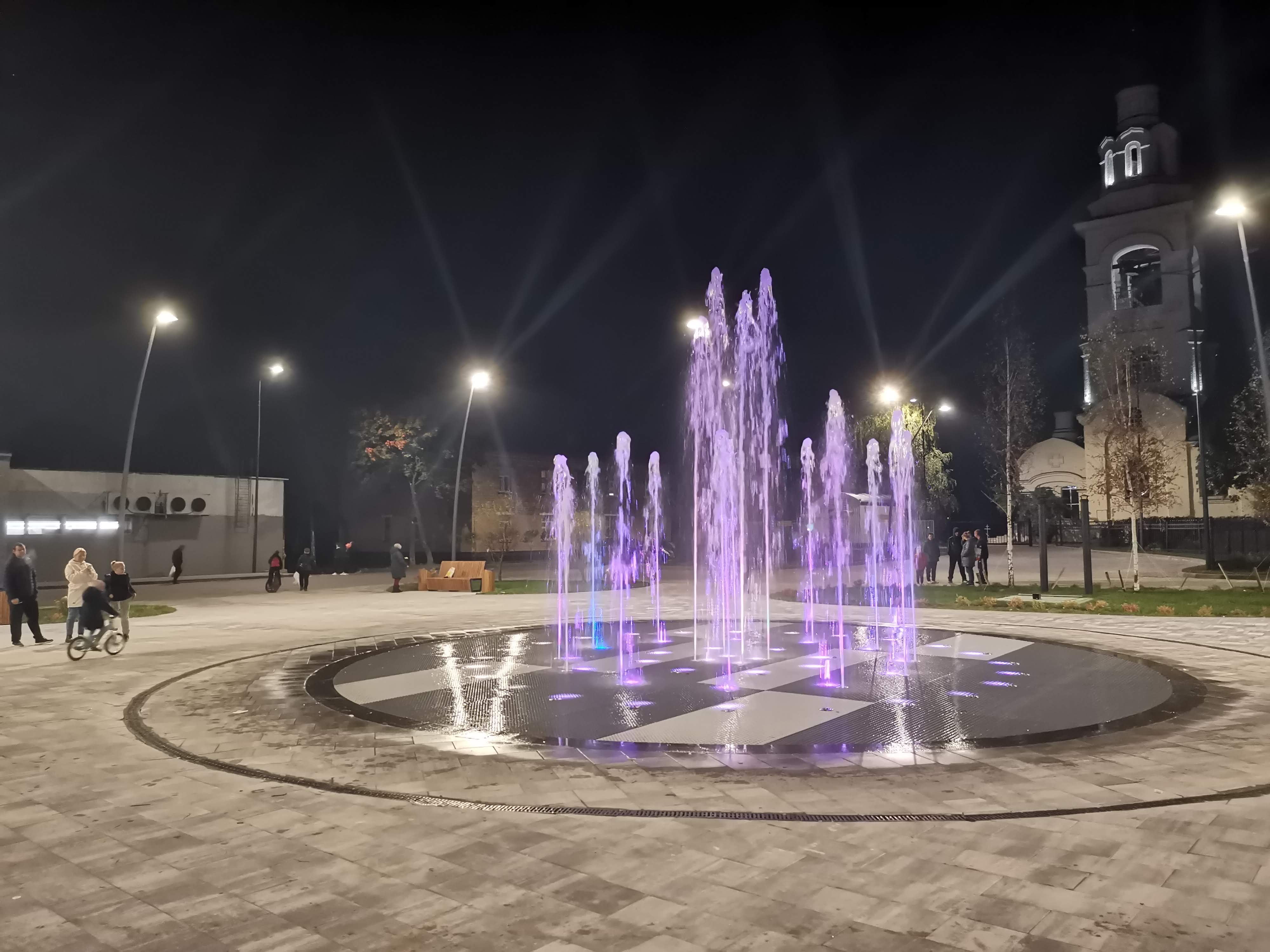
Сухой фонтан в городе Электроугли

Сухо́й фонта́н — тип фонтана, не имеющий видимой чаши: вода бьёт из-под поверхности и тут же отводится обратно в подземный резервуар. Таким образом, зрителями воспринимаются только бьющие «из-под земли» струи.
Как правило, модулируемые по интенсивности, высоте и, иногда, направлению. Часто добавляется световая подсветка: как цветовая, так и светомузыкальная.

## История
Первый в Москве «сухой» фонтан открыли в Бабушкинском парке 19 июля 2013 года.

## Технические особенности
Для размещения пешеходного фонтана, мостовая должная обладать должной прочностью – выдерживать огромные потоки людей и даже автотранспорт (на случай необходимости заезда на нее автомобилей экстренных служб, к примеру, скорой помощи). Из-за постоянного контакта людей со струями, качество воды в таких фонтанах не менее важно, поэтому системы очистки воды являются обязательным элементом сухих фонтанов.

### Виды систем сухих фонтанов
Сухие фонтаны используют воду, накапливаемую и протекающую под мостовой; различают следующие типы систем стока (и подачи) воды:
- Система отдельных резервуаров: система резервуаров, соединенных друг с другом сетью трубопроводов. Над каждым резервуаром находится плитка с решеткой в центре, обычно небольшого размера (30 х 30 см).
  - Эти фонтаны наиболее сложны в обслуживании.
- Система каналов: система, состоящая из сети соединенных друг с другом каналов, имеющих одинаковый уровень воды, используемой для создания струй. Каналы наполняются и передают воду друг другу по сети трубопроводов, расположенной под ними. Освещение, электрокабели и прочее оборудование также располагается под землей. Над сетью каналов расположены плиты, достаточно прочные и широкие, чтобы обеспечить удобство движения людей и транспорта.
  - Расстояние между плитами: 1,20-1,50 метра, — чтобы вода из фонтана не могла намочить прохожих.
  - Обслуживать эту систему легко и просто.
- Система с открытым резервуаром: в данной системе вода накапливается в большом открытом резервуаре или бассейне, расположенном под плитами. Плиты над резервуаром поддерживает конструкция, состоящая из толстых прочных столбов регулируемой высоты. Один столб способен поддерживать до четырёх плит.
  - Данная система легка в установке и обслуживании: благодаря системе плит, поддерживаемой столбами; достаточно удалить какую-либо плиту, чтобы получить доступ к расположенному под землёй оборудованию.
- Система с вспомогательным резервуаром: из подземного резервуара рядом с сухим фонтаном вода подаётся непосредственно к нему. Струи создаются благодаря насосу и системе труб, соединённой с резервуаром. Вода возвращается в резервуар через самотечный сток: трубы слегка наклонены и имеют особое сечение, обеспечивающее низкую скорость потока воды.
  - Эта система может быть скомбинирована с системой отдельных резервуаров и системой каналов для создания наиболее практичных фонтанов.

## Распространённость
В 2020-е годы сухие фонтаны получили широчайшее распространение.
Некоторые города, где расположены сухие фонтаны:
- Алма-Ата
- Владивосток
- Воронеж
- Железноводск
- Киев
- Кинешма
- Клецк
- Краматорск
- Красноармейск
- Краснодар
- Москва[4][5]
- Николаев
- Новосибирск
- Омск
- Самара
- Село Орловка
- Санкт-Петербург
- Тюмень
- Харьков
- Челябинск
- Электроугли
- Алушта
- и многие другие.